# Jessica Szohr
Jessica Karen Szohr (Menomonee Falls, 31 marzo 1985) è un'attrice ed ex modella statunitense, famosa per aver interpretato il ruolo di Vanessa Abrams nella serie televisiva statunitense Gossip Girl.

## Biografia
Jessica Szohr è nata a Menomonee Falls, nel Wisconsin, da padre statunitense di origini ungheresi e da madre statunitense per metà di origini afro-americane. La maggiore di cinque figli, durante gli studi Szohr ha giocato a calcio, ha fatto parte del consiglio degli studenti e della squadra delle cheerleader e ha avviato un'impresa di pulizie con un'amica.
Szohr ha iniziato a lavorare come modella all'età di sei anni. Partecipa alla sua prima campagna nazionale a 10 anni, per Quaker Oats, e appare sui cartelloni pubblicitari dei centri commerciali Kohl's. Seguono servizi fotografici per Crate and Barrel, Mountain Dew, Sears, Jockey e JanSport. Szohr si diploma alla Menomonee Falls High School all'età di 17 anni, con un semestre d'anticipo, e si trasferisce a Los Angeles con sua madre per diventare attrice. Dopo due anni, va a vivere a New York.

## Carriera
A partire dal 2003, Jessica Szohr prende parte ad alcune serie televisive come CSI: Miami, A proposito di Brian, Raven, Joan of Arcadia, Drake & Josh, Le cose che amo di te e Tutto in famiglia.
Nel 2007, ottiene il ruolo di Vanessa Abrams nella serie televisiva Gossip Girl, che la rende famosa. Tra il 2007 e il 2009, appare come guest star nei film Somebody Help Me, Il sogno di Helen e Fired Up! - Ragazzi pon pon; successivamente firma per il film horror Piranha 3D, diretto da Alexandre Aja. Ad aprile 2010, Szohr si unisce ai cast della commedia romantica Love, Wedding, Marriage e del film fantascientifico Hirokin. Sarà inoltre nel film indie Walks, diretto da Erik Amadio e nel dramma Art Machine.
Dopo quattro stagioni di successo, a maggio 2011, Jessica Szohr abbandona Gossip Girl, tornando però nella puntata finale, andata in onda nel dicembre 2012.
Nel 2013 partecipa ad un video musicale di Taylor Swift, 22. Nel 2014 viene scelta, tra i protagonisti, per il film Two Night Stand.

## Filmografia

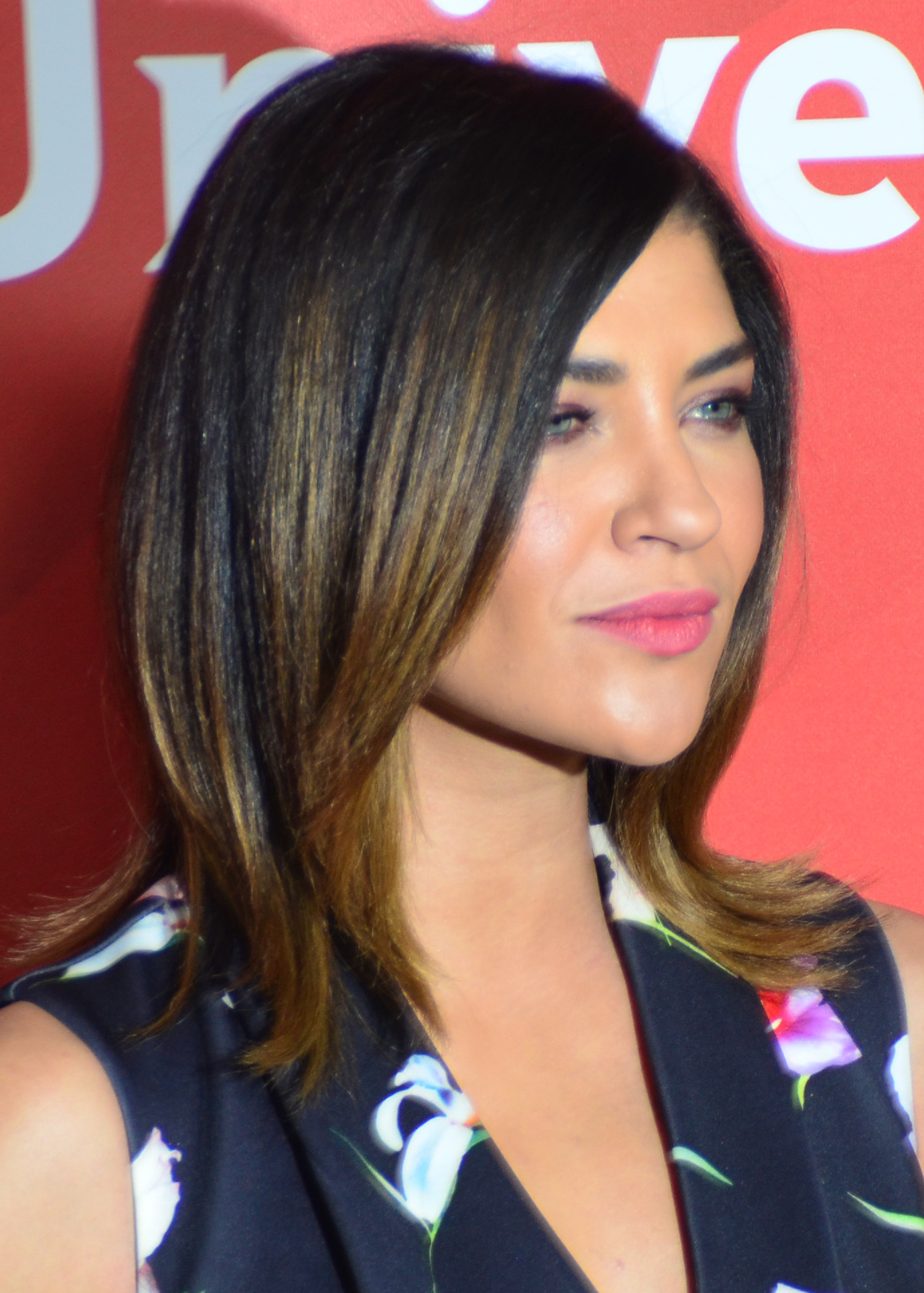
Jessica Szohr ai Television Critics Association Awards 2015

### Cinema
- Uncle Nino, regia di Robert Shallcross (2003)
- Il sogno di Helen (The Reading Room), regia di Georg Stanford Brown (2005)
- House at the End of the Drive, regia di David Worth (2006)
- Somebody Help Me, regia di Chris Stokes (2007)
- Fired Up! - Ragazzi pon pon (Fired Up!), regia di Will Gluck (2009)
- Piranha 3D (Piranha), regia di Alexandre Aja (2010)
- Love, Wedding, Marriage, regia di Dermot Mulroney (2011)
- Ma come fa a far tutto? (I Don't Know How She Does It), regia di Douglas McGrath (2011)
- Tower Heist - Colpo ad alto livello (Tower Heist), regia di Brett Ratner (2011)
- Hirokin, regia di Alejo Mo-Sun (2011)
- Love Bite - Amore all'ultimo morso (Love Bite), regia di Andy De Emmony (2012)
- Gli stagisti (The Internship), regia di Shawn Levy (2013)
- Appuntamento con l'amore (Two Night Stand), regia di Max Nichols (2014)
- Ted 2 (Ted 2), regia di Seth MacFarlane (2015)
- Club Life, regia di Fabrizio Conte (2015)
- Clover, regia di Jon Abrahams (2020)

### Televisione
- Tutto in famiglia (My Wife and Kids) - serie TV, episodio 3x25 (2003)
- Le cose che amo di te (What I Like About You) - serie TV, episodio 2x16 (2004)
- Drake & Josh - serie TV, episodio 1x04 (2004)
- Joan of Arcadia - serie TV, episodio 1x13 (2004)
- Raven (That's So Raven) - serie TV, episodio 3x09 (2005)
- A proposito di Brian (What About Brian) - serie TV, 6 episodi (2007)
- CSI: Miami - serie TV, episodi 6x02-6x05-6x06 (2007)
- Gossip Girl - serie TV, 65 episodi (2007-2011) - Vanessa Abrams
- Kingdom - serie TV, 5 episodi (2015)
- Complications - serie TV, 10 episodi (2015)
- CSI: Cyber - serie TV, episodio 2x06 (2016)
- Twin Peaks – serie TV (2017)
- Shameless - serie TV (2017)
- The Orville - serie TV (2018)

## Premi e candidature
- 2010 - Breakthrough Of The Year awards
  - Vinto Breakthrough Actress in Film (Piranha 3D)[18]
- 2011 - MTV Movie Awards
  - Nomination Best Scared-As-Shit Performance (Piranha 3D)[19]

## Doppiatrici italiane
Nelle versioni in italiano delle opere in cui ha recitato, Jessica Szohr è stata doppiata da:
- Federica De Bortoli in Gossip Girl, Club Life, Shameless
- Perla Liberatori in Piranha 3D, A proposito di Brian, The Orville
- Rossella Acerbo in CSI: Miami
- Elena Perino in Appuntamento con l'amore
- Benedetta Degli Innocenti in Ted 2